# 君の名は
『君の名は』（きみのなは）は、日本のNHKラジオ第1放送で1952年から1954年に放送されたラジオドラマ。小説化、映画化、テレビドラマ化、舞台化もされた。

## 概要
脚本家・菊田一夫の代表作。1952年にラジオドラマで放送され、多大な人気を獲得した。ただし、最初の半年間は菊田が「人々の戦争体験を主題に」シリアスタッチで描いていたため、あまり人気はなかった。当初は、東京・佐渡・志摩半島に住む家族を並行する社会派ラジオドラマを目指していた。真知子と春樹との恋愛にドラマが集中し始め、初めて人気番組となった。「番組が始まる時間になると、銭湯の女湯から人が消える」といわれるほどであったという。このエピソードは松竹の宣伝による虚構だという説もあるが、『宣伝・ここに妙手あり』（田中純一郎、1958年）では、映画版の監督を手がけた大庭秀雄夫人の松竹の女優、森川まさみの発言がもとだとしており、『松竹の内幕』（横溝竜彦、1957年）では松竹の重役が考えたとしているなど、記述によって説がバラバラであり、これ自体が根も葉もない噂である可能性は否定できない。
ラジオドラマの人気を受けて1952年から菊田による小説版が新聞連載ののち宝文館から出版され、菊田にとって初の出版におけるベストセラーとなった。1953年には松竹で映画化されると大ヒットを記録し、氏家真知子のストールの巻き方が「真知子巻き」と呼ばれて女性の間で流行した。

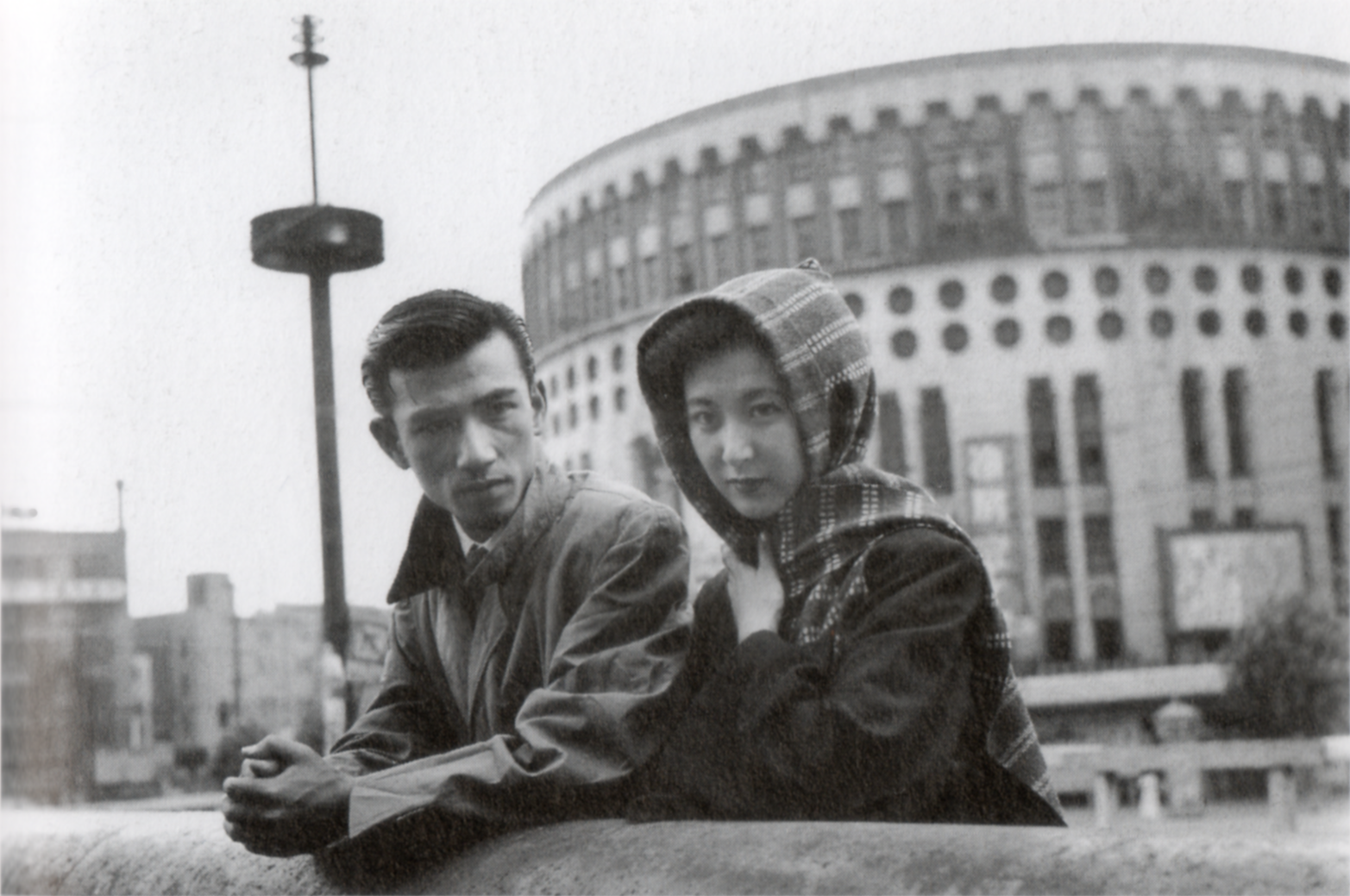
映画『君の名は』（1953年）から数寄屋橋のシーン。向かって右が岸恵子、左が佐田啓二。

これは、主演の岸惠子が北海道でロケの合間に現地の寒さをしのごうと、神奈川県横浜市中区の馬車道界隈の店で購入して持参していた私物のストールを肩から一周させ、耳や頭をくるんでいたことによるとされる。この姿はカメラが回っている時にも使われることになり、「真知子巻き」が誕生した。第一部の冒頭、佐渡に渡る船上でも真知子は「真知子巻き」に類したストールの巻き方をしている。
真知子と春樹が再会しそうになる（半年ごとの数寄屋橋での待ち合わせなど）が、不都合が起きてなかなか会うことができない。この「会えそうで会えない」という事態が何度も繰り返された。これは後の恋愛ドラマでもよく見られる描写（演出）であり、本作はこのパターンの典型にして古典となっている。
2020年の連続テレビ小説『エール』でも劇中劇として使われた。劇中では真知子役は恒松あゆみ、春樹役は三木眞一郎、アナウンサー（語り部）役は尾田木美衣が務めた。

## あらすじ
第二次大戦、東京大空襲の夜。焼夷弾が降り注ぐ中、たまたま一緒になった見知らぬ男女、氏家真知子と後宮春樹は助け合って戦火の中を逃げ惑ううちに、命からがら銀座の数寄屋橋までたどり着く。一夜が明けて、二人はここでようやくお互いの無事を確認する。
お互いに生きていたら、半年後の11月24日、この橋で会おうと約束し、お互いの名も知らぬまま別れた。やがて、二人は戦後の渦に巻き込まれ、お互いに数寄屋橋で相手を待つも再会が叶わず、1年半後の3度目にやっと会えた時は真知子は、既に明日嫁に行くという身であった。しかし、夫との生活に悩む真知子、そんな彼女を気にかける春樹、二人をめぐるさまざまな人々の間で、運命はさらなる展開を迎えていく。

## NHKラジオ連続放送劇
放送期間は、1952年（昭和27年）4月10日から1954年（昭和29年）4月8日。毎週木曜20時30分から21時までの30分放送。全98回。
番組の冒頭で「忘却とは忘れ去ることなり。忘れ得ずして忘却を誓う心の悲しさよ」という加藤幸子の、1953年（昭和28年）1月からは鎌田彌恵の「忘れ得ぬ人とは遠き人を云うなり。人は常に忘れ得ぬ人を忘れよと云う」というナレーションが流れた。また、当時のラジオドラマは生放送だったため、劇中のBGMは音楽担当の古関裕而がスタジオにハモンドオルガンを持ち込み毎回即興で演奏していた。さらに、当初は4クールの予定だったが2年間のロングランとなった。
1953年12月、1954年1月に行った冬季の聴取率調査では、『君の名は』は関東地区で59パーセントと、全番組の中でベスト2位の結果になっている。なお、出演者である臼井正明と七尾伶子はこの作品をきっかけに結婚した。仲人は菊田一夫である。

### キャスト
- 後宮春樹：北沢彪
- 氏家真知子：阿里道子
- 加瀬田修造：古川ロッパ
- 後宮悠起枝：夏川静江
- 浜口勝則：臼井正明
- 綾：七尾伶子
- 語り：加藤幸子[7]→鎌田弥恵[7]
- 日高ゆりえ、村瀬幸子、荒木玉枝、巌金四郎、小山源喜、山田清、加藤道子、来宮良子

### スタッフ
- 作：菊田一夫
- 演出：近江浩一・湯浅辰馬
- 音楽：古関裕而

### 主題歌
- 「君の名は」
  - 作詞：菊田一夫
  - 作曲：古関裕而
  - 歌：高柳二葉（放送版）

映画とレコードは織井茂子によって吹き込まれている。

### ラジオ復刻版
NHK放送開始80周年記念特別番組『もっと身近に もっと世界へ NHK80』（2005年3月19日から22日）の一環として、「復刻ラジオドラマ」としてNHKラジオ第1放送で放送された。放送日時は19日から21日の連日21時5分ごろから21時55分。NHKのライブラリーに保管されている音源や台本を参考にしている。
出演は田中美里（真知子）、萩原聖人（春樹）、内山森彦（修造）、松熊明子（悠起枝）、村治学（勝則）、山本深紅（綾）、金内喜久夫（勘次）、岩本多代（信枝）、吉野佳子（徳枝）、吉野悠我（水沢謙吾）、佐藤麻衣子（美子）、谷川俊（副島）、岡本敏明（野島医師）、勝由美子（ユミ）、村上想太（俊樹）、永島広美（あさ）、劇団ギルド。ナレーションは、映画版で主人公の氏家真知子を演じた岸恵子が担当した。
演出：伊藤豐英
デスク：真銅健嗣
制作統括：金澤宏次
技術：加村武、西田俊和
音響効果：久保光男、大和定次、米本満、高石真美子
NHK総合では、「君の名は&冬のソナタ 今夜純愛をあなたに…」の特集を組み、その中でラジオドラマの収録風景を放送している。放送日は3月20日。司会は小野文惠（NHKアナウンサー）。

## 映画
全3部。大ヒットし、通し上映では6時間を超えることから総集編も製作された。3部作の総観客動員数は約3,000万人（1作平均1,000万人）である。

### 君の名は（第一部）
1953年9月15日公開。2億5047万円の配給収入をあげ、1953年度の配給収入ランキング第2位（1位は同名第二部）。
冒頭のタイトル表記には「第一部」の字はなく、最後に「君の名は 㐧一篇 終」と表示される。
特殊撮影を担当した円谷英二は、公職追放解除を受け前年に東宝へ復帰しており、書籍『円谷英二特撮世界』では本作品は東宝復帰前に受注したものと推測している。

#### キャスト（第一部）
- 氏家真知子：岸惠子
- 後宮春樹：佐田啓二
- 石川綾：淡島千景
- 後宮悠起枝：月丘夢路
- 浜口勝則：川喜多雄二
- 梢：小林トシ子
- あさ：野添ひとみ
- 奈美：淡路恵子
- 加瀬田修造：笠智衆
- 浜口徳枝：市川春代
- 信枝：望月優子
- 水沢謙吾：須賀不二男
- 勘次：市川小太夫
- 本間：伊澤一郎
- 横山：三井弘次
- 社長：北龍二
- 植芙左子
- 水上令子
- 本橋和子
- 小林十九二
- 小藤田正二
- 詩・朗読：阿里道子（NHK）
- 遠山文雄
- 谷崎純
- 永井達郎
- 髙木信夫
- 井上正彦
- 稲川忠完
- 髙瀬乗二
- 大杉陽一
- 二宮照子
- 音羽久子

#### スタッフ（第一部）
- 原作：菊田一夫
- 監督：大庭秀雄
- 脚本：柳井隆雄
- 音楽：古関裕而
- 主題歌：「君の名は」「君、いとしき人よ」
- 製作：山口松三郎
- 撮影：斎藤毅
- 美術：熊谷正雄
- 録音：小尾幸魚
- 照明：磯野春雄
- 特殊撮影：川上景司、円谷英二
- 装置：関根正平
- 装飾：星野武
- 衣装：五島サエ子
- 現像：神田亀太郎
- 編集：杉原正志
- 監督助手：尾崎甫
- 撮影助手：柳澤春雄
- 録音助手：栗田周十郎
- 証明助手：大西作蔵
- 録音技術：宇佐美駿
- 進行：新井勝次

#### 協賛（第一部）
- 新潟県観光課
- 新潟交通株式会社
- 佐渡汽船株式会社
- 三重県観光課
- 三重交通株式会社
- 撮影地：三重県志摩市（大王町、志摩町）・新潟県佐渡市他

### 君の名は（第二部）
1953年12月1日公開。3億2万円の配給収入をあげ、1953年度の配給収入ランキング第1位。

#### キャスト（第二部）
- 浜口真知子：岸惠子
- 後宮春樹：佐田啓二
- 石川綾：淡島千景
- 後宮悠起枝：月丘夢路
- 浜口[注釈 2]勝則：川喜多雄二
- 梢：小林トシ子
- アイヌの娘 ユミ：北原三枝
- 加瀬田修造：笠智衆
- 仁科：日守新一
- 永橋局長：柳永二郎
- 浜口[注釈 2]徳枝：市川春代
- 信枝：望月優子
- 奈美：淡路恵子
- あさ：野添ひとみ
- 横山：三井弘次
- 勘次：市川小太夫
- 水沢謙吾[注釈 3]：須賀不二男
- 末長：磯野秋雄
- ユミの母：林喜美枝
- サロム：岸本公夫
- 横山の乾分：桂小金治、諸角啓二郎
- 北海道の巡査：土紀就一
- 春日の女中：植芙左子、東遥子
- 宿屋の女中：谷川浩子
- 看護婦：志賀直津子
- 駅員：髙瀬乗二
- 唄：高柳二葉

#### スタッフ（第二部）
- 原作：菊田一夫
- 監督：大庭秀雄
- 脚本：柳井隆雄
- 音楽：古関裕而
- 主題歌：「花のいのちは」「黒百合の歌」
- 製作：山口松三郎
- 撮影：斎藤毅
- 美術：濱田辰雄
- 録音：大村三郎
- 照明：磯野春雄
- 装置：関根正平
- 装飾：山崎鉄治
- 衣装：五島サエ子
- 現像：神田亀太郎
- 編集：杉原与志
- 監督助手：尾崎甫
- 撮影助手：柳澤春雄
- 録音助手：栗田周十郎
- 証明助手：市村政二郎
- 録音技術：堀川修造
- 進行：新井勝次

#### 協賛（第二部）
- 北海道美幌町
- 美幌町観光協会
- 北見バス株式会社（北海道北見バスの前身企業）
- 弟子屈温泉観光協会
- 茨城県観光課
- 水郷潮来観光協会
- 水郷観光交通株式会社
- 鹿島参宮鉄道株式会社
- 撮影地：北海道美幌町・弟子屈町

### 君の名は（第三部）
1954年4月27日公開。3億3015万円の配給収入をあげ、1954年度の配給収入ランキング第1位。ライバルの東宝は『七人の侍』（4月26日公開）を公開している。

#### キャスト（第三部）
- 浜口真知子：岸惠子
- 後宮春樹：佐田啓二
- 石川綾：淡島千景
- 仁科悠起枝：月丘夢路
- 浜口勝則：川喜多雄二
- 梢：小林トシ子
- 清宮美子：紙京子
- 野島八郎：三橋達也
- 加瀬田修造：笠智衆
- 永橋局長：柳永二郎
- 副島渡：大坂志郎
- 浜口徳枝：市川春代
- 信枝：望月優子
- あさ：野添ひとみ
- 末長：磯野秋雄
- 丸岡調停員：森川まさみ
- 編集長：清水一郎
- 榊原弁護士：山路義人
- 郡山調停員：近衛敏明
- 家庭裁判所判事：奈良真養
- 裁判長：長尾敏之助
- 俊樹：大田良志
- 歌：高柳二葉
- 詩朗読・解説：鎌田弥恵（NHK放送劇団）
- 雲仙ホテル支配人：竹田法一
- メイド：高友子
- 事務員：東遥子
- 看護婦：大塚君代
- 東京のホテルボーイ：川村禾門
- 浜口家女中：御室蘭子
- 自転車の男：手代木國男
- 病院の看護婦：文谷千代子、山本多美
- 雑誌記者：渡規子
- 仁科の娘：大野佳世子

#### スタッフ（第三部）
- 原作：菊田一夫
- 監督：大庭秀雄
- 脚本：柳井隆雄
- 音楽：古関裕而
- 主題歌：「君は遥かな」「忘れ得ぬ人」「数寄屋橋エレジー」「綾の歌」
- 製作：山口松三郎
- 撮影：斎藤毅
- 美術：濱田辰雄
- 録音：妹尾芳三郎
- 照明：磯野春雄
- 装置：関根正平
- 装飾：山崎鉄治
- 衣装：細井真佐江
- 現像：神田亀太郎
- 編集：杉原よ志
- 監督助手：萩原徳三
- 撮影助手：柳澤春雄
- 録音助手：栗田周十郎
- 証明助手：市村政次郎
- 録音技術：沼上精一
- 進行：新井勝次

#### 協賛（第三部）
- 長崎県観光課
- 長崎県雲仙温泉組合
- 島原鉄道株式会社
- 九州商船株式会社
- 島原市 「君の名は」撮影協力会
- 熊本県観光課
- 九州産業交通株式会社
- 阿蘇内牧町観光課
- 北海道美幌町
- 富士航空株式会社
- 撮影地：長崎県雲仙温泉

### 主題歌・挿入歌
- 「君の名は」（歌：織井茂子）
- 「君いとしき人よ」（歌：伊藤久男）
- 「黒百合の歌」（歌：織井茂子）
- 「忘れ得ぬ人」（歌：伊藤久男）
- 「数寄屋橋エレジー」（歌：伊藤久男）
- 「君は遥かな」（歌：佐田啓二、織井茂子）
- 「綾の歌」（歌：淡島千景）

「君の名は」に関する歌の作詞・作曲は、すべて菊田一夫・古関裕而のコンビによる。

## 舞台
宝塚歌劇団によって舞台化された作品の一覧を参照。

## テレビドラマ
テレビでは4度ドラマ化されている。

### 1962年版
1962年10月2日から1963年10月13日まで、フジテレビ系で放映。放送時間は火曜21時 - 21時30分だったが、1963年4月14日以降は日曜20時30分 - 21時に変更された。
- 出演：津川雅彦、北林早苗、山岡久乃など。

| フジテレビ系 火曜21時台前半枠                     | フジテレビ系 火曜21時台前半枠       | フジテレビ系 火曜21時台前半枠  |
| 前番組                                            | 番組名                              | 次番組                         |
| ------------------------------------------------- | ----------------------------------- | ------------------------------ |
| 21:00 スター千一夜 （21:30枠へ移動） 21:15 愛する | 君の名は （1962年10月 - 1963年4月） | プロ野球中継枠 (20:00 - 21:30) |
| フジテレビ系 日曜20時台後半枠                     |                                     |                                |
| 平凡 歌のバースデーショー （第1期）               | 君の名は （1963年4月 - 10月）       | パパ大好き                     |

### 1966年版
1966年5月23日から1967年1月28日まで、日本テレビ系列の毎週月曜 - 土曜の13時 - 13時15分の時間枠で放映。全216回。
- 出演：伊藤孝雄、萩玲子、有沢正子、池田忠夫、折原啓子、南佐斗子、田浦正巳、二瓶秀雄など
- 脚本：岩井基成、柳川創造
- 撮影地：北海道、浅虫温泉（青森県）、佐渡島（新潟県）、水上温泉（群馬県）、熱川温泉（静岡県）、白浜温泉（和歌山県）

| 日本テレビ系 月 - 土曜13:00 - 13:15 枠 | 日本テレビ系 月 - 土曜13:00 - 13:15 枠 | 日本テレビ系 月 - 土曜13:00 - 13:15 枠 |
| 前番組                                 | 番組名                                 | 次番組                                 |
| -------------------------------------- | -------------------------------------- | -------------------------------------- |
| 新妻鏡                                 | 君の名は                               | 有料道路                               |

### 1976年版
1976年10月1日から12月24日まで、NETテレビ（現・テレビ朝日）系列の毎週金曜21時枠で放映。全13回。
- 出演：古谷一行、酒井和歌子、金田龍之介、森繁久彌など
- 脚本：花登筺
- 演出：山本孝則

| NET系 NET金曜9時枠の連続ドラマ（当時はNETの制作枠） | NET系 NET金曜9時枠の連続ドラマ（当時はNETの制作枠） | NET系 NET金曜9時枠の連続ドラマ（当時はNETの制作枠） |
| 前番組                                              | 番組名                                              | 次番組                                              |
| --------------------------------------------------- | --------------------------------------------------- | --------------------------------------------------- |
| ベルサイユのトラック姐ちゃん                        | 君の名は                                            | 愛と死の夜間飛行                                    |

### 1991年版（NHK連続テレビ小説）
1991年（平成3年）4月1日から1992年（平成4年）4月4日まで、連続テレビ小説30周年記念作品（第46作）として放送された。全312回。連続テレビ小説では、1983年（昭和58年）度の『おしん』以来の1年間放送である。主演は鈴木京香。

#### 解説
年々視聴率が下降を続けていた連続テレビ小説のテコ入れとして、1975年以前の原点に戻り放送期間を1年間とした。千葉県野田市に1億円をかけ数寄屋橋のオープンセットを造るなど、異例の予算が組まれた。原作は一世を風靡した作品であったため前評判は大変高く、視聴率が50%を超えるのではないかともいわれていた。
しかしながら、最高視聴率34.6%、期間平均視聴率29.1%（ビデオリサーチ調べ、関東地区・世帯）ともに、本ドラマ終了時点での当時の歴代最低を記録した。
あまりの低視聴率に放送途中に前例のない改変が行われ、副題タイトルの挿入、Op.テーマ曲の曲調を明るいものに変更、ストーリーも暗さをなくすなどテコ入れを行ったが視聴率は改善する事はなかった。
なお、第五部の「愛のゆくえ・対決編」の舞台は、長崎県島原市の予定だったが、雲仙普賢岳の噴火により中止となり、舞台は、静岡県西伊豆に変更された。
2006年4月3日から2007年3月31日まで、BS2でアンコール放送された。
放送ライブラリーでは第1回が公開。

#### 構成
- 第一部：第1 - 12週（第1 - 72回）[注釈 4]
- 第二部：「結婚編」：第13 - 19週（第73 - 114回）
- 第三部：「旅立ち・北海道編」：第20 - 25週（第115 - 150回）
- 第四部：「愛ふたたび・志摩編」：第26 - 34週（第151 - 204回）
- 第五部：「愛のゆくえ・対決編」：第35 - 39週（第205 - 234回）
- 第六部：「それからの二人・夫婦編」：第40 - 52週（第235 - 312回）

#### キャスト（1991年版）
氏家（→浜口→後宮）真知子
演 - 鈴木京香
ヒロイン。
後宮春樹
演 - 倉田てつを
空襲で真知子を助けた男。

##### 東京（浜口家）
浜口勝則
演 - 布施博
真知子の夫。
浜口徳枝
演 - 加藤治子
勝則の母・真知子の姑。

##### その他 東京の住人
小野瀬綾
演 - いしだあゆみ
真知子・春樹の友人。佐渡出身。
本間定彦
演 - 古舘伊知郎
真知子・春樹の友人。佐渡出身。北国文学天天教の布教師。
美村蘭子
演 - 佐藤友美
夜の女。
美村礼治
演 - 小坂一也
蘭子の夫。戦争によって記憶喪失になる。
美村千枝子
演 - 川田美香（幼少期：小川京子）
美村夫妻の娘。戦争によって行方不明になる。志摩内野家での名は里子。
あさ
演 - 伊藤嘉奈子
夜の女。
石上梢
演 - 河合美智子
夜の女。
加瀬田修造
演 - 橋爪功
元陸軍少将。
加瀬田岸枝
演 - 中原ひとみ
修造の妻。曙荘の管理人。
加瀬田和子
演 - 羽田美智子
加瀬田夫妻の娘。
田上うらら子
演 - 益田愛子
天天教の教祖。
富士子
演 - うえだ峻
天天教の信者。おかま。
岩間（副島）伝次
演 - 宍戸開
闇市でならしたヤクザ。
マリー
演 - 伊佐山ひろ子
夜の女・蘭子のライバル。
永橋
演 - 加藤武
勝則の上司。
永橋清子
演 - 高田敏江
永橋の妻。
深野柳子
演 - 樹木希林
下町の長家の大家。
叶哲司
演 - でんでん
長屋の住人、畳屋。
住職
演 - 鈴木清順
真知子・春樹の結婚式を行う寺の住職。
多比良良作
演 - 蟹江敬三
定彦の仕事仲間。税務署職員。
木村吾郎
演 - 八百坂圭祐→大沢樹生（当時：光GENJI）
大学受験生。下宿し勉強中。
真知子の父
演 - 冨田浩太郎
東京大空襲で死去。勘次の弟。
真知子の母
演 - 泉よし子
東京大空襲で死去。

##### 清宮家（東京）
清宮（→浜口）美子
演 - とよた真帆
勝則の2番目の婚約者。
清宮田鶴子
演 - 稲垣美穂子
美子の母。

##### 北海道 美幌・弟子屈
末永保
演 - 村田雄浩
春樹の大学の先輩。
牧子
演 - 塚田きよみ
末永の妻。
松吉
演 - 高品格
末永の先代から牧場で働いている。
ユミ
演 - 松永麗子
春樹を好きになった女。
三郎
演 - 土門廣
牧場で働いている男。

##### 新潟・佐渡
野添絹子
演 - 早乙女愛
定彦の友人。勘次の不倫相手。
角倉勘次
演 - 宍戸錠
真知子の叔父。角勘の主。
角倉信枝
演 - 佐々木すみ江
真知子の叔母・角勘の女将。
米夫
演 - 井上康
角勘の従業員。
捨松
演 - 中野英雄
角勘の従業員。
スミ代
演 - 山家千花
捨松の妻。
忠公
演 - 三井善忠
角勘の従業員。

##### 三重県・志摩
西崎（→後宮→水沢）悠起枝
演 - 田中好子
春樹の姉。
水沢謙吾
演 - 平田満
悠起枝の友人。
戸村（→水沢）奈美
演 - 杉本彩
海女。謙吾の妻。後に行方不明になる。
水沢フサ
演 - 小林トシ江
謙吾の母。
西崎
演 - 森山周一郎
悠起枝の義父。
長島龍伍
演 - 鶴田忍
密輸組織のボス。
善吉
演 - 横山あきお
長島の溜り酒場店主。
海渡琴乃
演 - 伊藤友乃
志摩で店を営む。
西野彰一
演 - 柾木卓
里子の義父。
西野珠子
演 - 内田藍子
里子の義母。長島龍伍の姉。
草薙
演 - 岡部雅郎
小学校校長。住職。
柴山晴男
演 - 伊沢勉
小学校教諭。
前野
演 - 小澤寛
元長島の手下。

##### 愛知・名古屋
尾田登美子
演 - 山田昌
那古野旅館の女将。
天馬徹太郎
演 - 金田龍之介
浪漫タイムス編集長。
菅谷三千代
演 - たかべしげこ
天馬の元妻。
菅谷博史
演 - 美木良介
三千代と天馬の子。現在は巣鴨留置所で生活。

##### その他
きし子
演 - 安達祐実
浜口家の前で遊ぶ女の子。
美代子
演 - 星野真理
春樹が列車の中で出会った女の子。
数寄屋橋の警官
演 - きたろう
その他
演 - 会田博康、青木茂、青木雪絵、青柳文太郎、明石知也、明石良、浅賀秀郎、浅川理恵、芦沢孝子、足立建夫、阿部光子、阿部六郎、阿部渡、綾田俊樹、鮎川昌平、新井量大、荒井昌代、有村圭助、飯島正和、五十嵐憲子、いかりはるみ、池上尚吾、池田道枝、石井富子、石黒正男、石坂明、石坂重二、石沢徹、石住昭彦、石田純子、石原辰己、市瀬晃央、市原清彦、伊藤克、伊藤公子、伊藤富美也、伊藤眞、稲垣健、井上牧子、井上康夫、井上裕季子、伊庭隆、今西正男、伊予博史、岩崎智江、入谷美幸、上杉二美、上田茂、上田日出春、植田博美、上村裕樹、内山森彦、梅津直美、絵沢萠子、及川ヒロオ、大川浩正、大川万裕子、大倉順憲、大島蓉子、大須賀裕子、大嶽隆司、太田実、大塚秀喜、大坪日出代、大林丈史、大豆生田信彰、大森啓祠朗、岡村洋一、小川英信、小川美那子、奥野匡、奥村正、小栗一也、押切優子、尾高久美子、小田島隆、落合ひとみ、小貫加恵、恩田恵美子、甲斐純一郎、柿崎澄子、笠井心、柏木みどり、加世幸一、勝又祐子、加藤治、加東京子、加藤忠夫、金沢喜久子、兼田晴臣、金丸正城、叶ヤスフミ、河合真希、川村一代、川村隆紀、神田正夫、北原弘一、木田三千雄、北見敏之、北村貴栄、木村翠、久我陽子、草薙良一、草村礼子、久野浩太郎、久保酎吉、久保道子、黒正浩子、小池幸次、小池榮、小池雄介、小塩利文、児玉頼信、後藤哲夫、斉川一夫、坂井淳子、坂田祥一朗、坂本あきら、坂本由美、佐川二郎、咲田とばこ、桜井勝、佐々木菜摘、佐々木正明、五月晴子、佐藤麻衣子、佐藤洋匡、佐藤裕一、佐藤幸雄、沢田薫、佐渡稔、澤登伸一、山道志穂子、椎名茂、ジェームズ・ナージェント、茂木和範、篠田薫、忍竜、島田亜希子、嶋谷和幸、島田洋八、島津賢次、清水甚也、下元史朗、ジョージ・ネルソン、白井真木、代田勝久、城間章子、杉浦明彦、菅原千加代、住若博之、関悦子、千田みき、仙波和之、宋英徳、田岡美也子、高杉哲平、高野守、多賀啓史、高嶺巌、高橋覚、高橋千代美、高橋豊、高山尚子、滝川健、武川信介、武中秀人、竹田寿郎、竹音なつみ、武野功雄、竹本和正、竹本純平、武山桃子、田島曲己加、田嶋基吉、多田木亮佑、ただのあっ子、立花恵、橘家二三蔵、橘雪子、竜川真、達城龍次、田中幸子、田中智有記、谷口徹次、田根楽子、田村元治、丹治靖之、チャック・ウィルソン、佃典彦、柘植欽也、辻伊万里、堤勝巳、常松めぐみ、坪井由理、津村鷹志、勅使河原祐二、寺田奈穂子、天現寺竜、飛田磨由、富田三千代、豊島まさみ、永井紀子、長倉理子、長坂しほり、中島元、仲野文梧、中村美代子、中村由起子、夏川加奈子、夏川光央、成田重実、西尾元気、西川ひろみ、西川亘、西田俊太郎、西谷卓統、にしだまちこ、西根智彦、西野貴律、西村淳二、二宮千尋、根上彩、野沢聡哉、野田和孝、野原ひろみ、信実一徳、野村信次、萩原等司、橋本ありす、八月薫子、花田暁美、花山幸三郎、浜田道彦、浜野正幸、早川亜友子、林純司、速見領、原純二、春延朋也、日高圭智、日埜洋人、平沢敦子、平野早苗、広瀬五朗、深谷みさを、藤井佳代子、藤岡京子、藤岡隆、藤尾年樹、藤岡広子、藤田啓而、藤夏子、二見忠男、舟越圭佑、船田めぐみ、古原鉄平、ペコちゃん、星野龍美、まいど豊、前沢迪雄、前田昌明、麻志奈純子、益富信孝、増山幸司、松井範雄、松浦正幸、松岡みどり、松澤重雄、松田章生、松田勝、松永としよ、松乃薫、松美里杷、松本じゅん、松本直之、松本喜臣、真鍋敏宏、丸谷小一郎、三浦めぐみ、三重街恒二、三上瓔子、水谷ひろ子、水野麻美、水森コウ太、三田篤子、皆川衆、港雄一、三野輪有紀、宮内順子、宮沢彰、宮島りゅう子、宮武のりひろ、宮原綾香、宮本晃、武藤まき子、宗近晴見、村上靖博、村山将平、村山野々子、モト冬樹、森尾由香、森康子、谷津勲、柳有、山口晃史、山口智恵、山口仁奈子、山崎紫乃、山崎満、山下徳久、やまだしんご、山田登是、山中篤、山中臨在、山根久幸、山本英樹、山本弘光、横山由佳、𠮷江太一、吉田晃介、吉田真弓、吉羽美由紀、米郁男、蘭紅徹、連城裕十、若菜一義、和田浩一、和田周、渡辺亜里沙、渡部真美子、若駒、ジャパンアクションクラブ、稲川素子事務所、鳳プロ、早川プロ、劇団いろは、劇団ひまわり、劇団若草、丹波道場、劇団東俳、東京児童劇団、ツインズ商会、悪役商会、劇団7曜日、T&T企画、東海芸術アカデミー、東京宝映、巣山プロ、安乗人形芝居保存会のみなさん、鳩森小学校の皆さん、三重県阿児町のみなさん

#### スタッフ（1991年版）
- 原作 - 菊田一夫[15][19]
- 脚本 - 井沢満[19]、横光晃、宮村優子、星川泰子、小林政広
- 音楽 - 池辺晋一郎[15][19]
- 演奏 - 東京コンサーツ
- 主題歌 - 君の名は
  - 作詞 - 菊田一夫 作曲 - 古関裕而 歌 - 石川さゆり
- 挿入歌 - 黒百合の歌
  - 作詞 - 菊田一夫 作曲 - 古関裕而 歌 - 藤野ひろ子
- 語り - 八千草薫[15][19]
- 副音声解説 - 関根信昭
- 題字 - 篠田桃紅
- 考証 - 松平誠
- 考証協力 - 天野隆子
- アイヌ民俗関連監修 - 萱野茂
- 所作指導 - 鈴木宗卓
- 医事指導 - 雨宮昭
- 方言指導 - 佐渡稔、山中篤、山崎海童、谷津勲、西國成男、岡部雅郎、井上裕季子、渡辺啓子
- 撮影協力 - 三重県志摩郡阿児町、千葉県野田市、新潟県佐渡、静岡県西伊豆、北海道美幌町、同弟子屈町
- 制作 - 石井愼[19]、松本守正
- 美術 - 藤井俊樹、岡本忠士、矢野隆士
- 技術 - 沖中正悦、渡部浩和、原滋
- 音響効果 - 田中正男、太田岳二、矢島清[19]
- 撮影 - 中村和夫、川崎一彦、安田熙男[19]
- 音声 - 篠根正継[19]、谷島一樹
- 照明 - 大地祥嗣、高橋伴幸
- 記録・編集 - 田中美砂、高室晃三郎、岡部敦子、上田裕里子
- 演出 - 原嶋邦明、宮沢俊樹、伊豫田静弘、諏訪部章夫、長沖渉、一井久司、吉川幸司、松本順、三井智一、若泉久朗、吉田雅夫、林可奈子

### 放送日程
| 週                            | 回数      | 放送日              | 脚本            | 演出              |
| 1991年                        | 1991年    | 1991年              | 1991年          | 1991年            |
| 第一部                        | 第一部    | 第一部              | 第一部          | 第一部            |
| ----------------------------- | --------- | ------------------- | --------------- | ----------------- |
| 1                             | 1 - 6     | 4月1日 - 4月6日     | 井沢満          | 原嶋邦明          |
| 2                             | 7 - 12    | 4月8日 - 4月13日    | 井沢満          | 原嶋邦明          |
| 3                             | 13 - 18   | 4月15日 - 4月20日   | 井沢満          | 宮沢俊樹          |
| 4                             | 19 - 24   | 4月22日 - 4月27日   | 井沢満          | 諏訪部章夫        |
| 5                             | 25 - 30   | 4月29日 - 5月4日    | 井沢満          | 長沖渉            |
| 6                             | 31 - 36   | 5月6日 - 5月11日    | 井沢満          | 原嶋邦明          |
| 7                             | 37 - 42   | 5月13日 - 5月18日   | 井沢満          | 宮沢俊樹          |
| 8                             | 43 - 48   | 5月20日 - 5月28日   | 井沢満          | 長沖渉            |
| 9                             | 49 - 54   | 5月27日 - 6月1日    | 井沢満          | 原嶋邦明          |
| 10                            | 55 - 60   | 6月3日 - 6月8日     | 井沢満          | 宮沢俊樹          |
| 11                            | 61 - 66   | 6月10日 - 6月15日   | 井沢満          | 長沖渉            |
| 12                            | 67 - 72   | 6月17日 - 6月22日   | 井沢満          | 原嶋邦明          |
| 第二部 結婚編                 |           |                     |                 |                   |
| 13                            | 73 - 78   | 6月24日 - 6月30日   | 井沢満          | 宮沢俊樹          |
| 14                            | 79 - 84   | 7月1日 - 7月6日     | 井沢満          | 三井智一          |
| 15                            | 85 - 90   | 7月8日 - 7月13日    | 井沢満          | 長沖渉            |
| 16                            | 91 - 96   | 7月15日 - 7月20日   | 横光晃 宮村優子 | 原嶋邦明          |
| 17                            | 97 - 102  | 7月22日 - 7月27日   | 横光晃 宮村優子 | 三井智一          |
| 18                            | 103 - 108 | 7月29日 - 8月3日    | 横光晃 宮村優子 | 長沖渉            |
| 19                            | 109 - 114 | 8月5日 - 8月10日    | 横光晃 宮村優子 | 原嶋邦明          |
| 第三部 旅立ち・北海道編       |           |                     |                 |                   |
| 20                            | 115 - 120 | 8月12日 - 8月17日   | 横光晃 星川泰子 | 長沖渉            |
| 21                            | 121 - 126 | 8月19日 - 8月24日   | 横光晃 星川泰子 | 宮沢俊樹          |
| 22                            | 127 - 132 | 8月26日 - 8月31日   | 横光晃 星川泰子 | 長沖渉            |
| 23                            | 133 - 138 | 9月2日 - 9月7日     | 横光晃 星川泰子 | 長沖渉            |
| 24                            | 139 - 144 | 9月9日 - 9月14日    | 横光晃 星川泰子 | 宮沢俊樹          |
| 25                            | 145 - 150 | 9月16日 - 9月21日   | 横光晃 星川泰子 | 宮沢俊樹          |
| 第四部 愛ふたたび・志摩編     |           |                     |                 |                   |
| 26                            | 151 - 156 | 9月23日 - 9月28日   | 宮村優子        | 伊豫田静弘        |
| 27                            | 157 - 162 | 9月30日 - 10月5日   | 宮村優子        | 原嶋邦明          |
| 28                            | 163 - 168 | 10月7日 - 10月12日  | 宮村優子        | 長沖渉            |
| 29                            | 169 - 174 | 10月14日 - 10月19日 | 宮村優子        | 伊豫田静弘        |
| 30                            | 175 - 180 | 10月21日 - 10月26日 | 宮村優子        | 一井久司          |
| 31                            | 181 - 186 | 10月28日 - 11月2日  | 宮村優子        | 吉川幸司          |
| 32                            | 187 - 192 | 11月4日 - 11月9日   | 宮村優子        | 一井久司          |
| 33                            | 193 - 198 | 11月11日 - 11月16日 | 宮村優子        | 吉川幸司          |
| 34                            | 199 - 204 | 11月18日 - 11月23日 | 宮村優子        | 松本順            |
| 第五部 愛のゆくえ・対決編     |           |                     |                 |                   |
| 35                            | 205 - 210 | 11月25日 - 11月30日 | 横光晃          | 原嶋邦明          |
| 36                            | 211 - 216 | 12月2日 - 12月7日   | 横光晃          | 三井智一          |
| 37                            | 217 - 222 | 12月9日 - 12月14日  | 横光晃          | 長沖渉            |
| 38                            | 223 - 228 | 12月16日 - 12月21日 | 横光晃          | 若泉久朗          |
| 39                            | 229 - 234 | 12月23日 - 12月28日 | 横光晃          | 長沖渉            |
| 1992年                        |           |                     |                 |                   |
| 第六部 それからの二人・夫婦編 |           |                     |                 |                   |
| 40                            | 235 - 240 | 1月6日 - 1月11日    | 井沢満          | 原嶋邦明          |
| 41                            | 241 - 246 | 1月13日 - 1月18日   | 井沢満          | 宮沢俊樹          |
| 42                            | 247 - 252 | 1月20日 - 1月25日   | 井沢満          | 長沖渉            |
| 43                            | 253 - 258 | 1月27日 - 2月1日    | 井沢満          | 原嶋邦明          |
| 44                            | 259 - 264 | 2月3日 - 2月8日     | 井沢満          | 宮沢俊樹          |
| 45                            | 265 - 270 | 2月10日 - 2月15日   | 井沢満          | 三井智一          |
| 46                            | 271 - 276 | 2月17日 - 2月22日   | 小林政広        | 若泉久朗          |
| 47                            | 277 - 282 | 2月24日 - 2月29日   | 小林政広        | 吉田雅夫 林可奈子 |
| 48                            | 283 - 288 | 3月2日 - 3月7日     | 小林政広        | 三井智一          |
| 49                            | 289 - 294 | 3月9日 - 3月14日    | 小林政広        | 長沖渉            |
| 50                            | 295 - 300 | 3月16日 - 3月21日   | 井沢満          | 長沖渉            |
| 51                            | 301 - 306 | 3月23日 - 3月28日   | 井沢満          | 宮沢俊樹          |
| 52                            | 307 - 312 | 3月30日 - 4月4日    | 井沢満          | 原嶋邦明          |

| NHK 連続テレビ小説                 | NHK 連続テレビ小説    | NHK 連続テレビ小説              |
| 前番組                             | 番組名                | 次番組                          |
| ---------------------------------- | --------------------- | ------------------------------- |
| 京、ふたり （1990年度下半期）      | 君の名は （1991年度） | おんなは度胸 （1992年度上半期） |
| NHK BS2 連続テレビ小説・アンコール |                       |                                 |
| かりん （2005年度下半期）          | 君の名は （2006年度） | さくら （2007年度上半期）       |

## エピソード
- 数寄屋橋の撤去：1964年（昭和39年）の東京オリンピックを控え、皇居外堀を埋めて東京高速道路が作られることになり、1957年（昭和32年）7月に数寄屋橋の撤去工事が開始された。今は数寄屋橋交差点傍にある数寄屋橋公園に、原作者の菊田一夫の筆による「数寄屋橋 此処に ありき」との小さな石碑が残されている。
- 台湾映画での使用：1993年製作の台湾映画『多桑』中の主人公が映画を見る描写で、『君の名は（第二部）』の冒頭部分が使用されている。
- 伊集院光の百年ラヂオ(NHK-FM)の2024年5月19日放送において、NHKアーカイブスに保管されているオリジナルのラジオドラマ『君の名は』の第1回がほぼフルサイズで放送された。また、NHKアーカイブスには第1回の他、第97回と第98回の計3回しか現存しないと明かされた[20]。